# ماركوس مونش
ماركوس مونش (بالألمانية: Markus Münch)‏ (و. 1986  م) هو منافس ألعاب قوى ألماني، ولد في هامبورغ، شارك في الألعاب الأولمبية الصيفية 2012.

## روابط خارجية
- ماركوس مونش على موقع الاتحاد الدولي لألعاب القوى (الإنجليزية)
- ماركوس مونش على موقع الدوري الماسي (الإنجليزية)
- ماركوس مونش على موقع أوليمبيديا (الإنجليزية)
- ماركوس مونش على موقع اللجنة الأولمبية الألمانية (الألمانية)